# Henri Fouquet

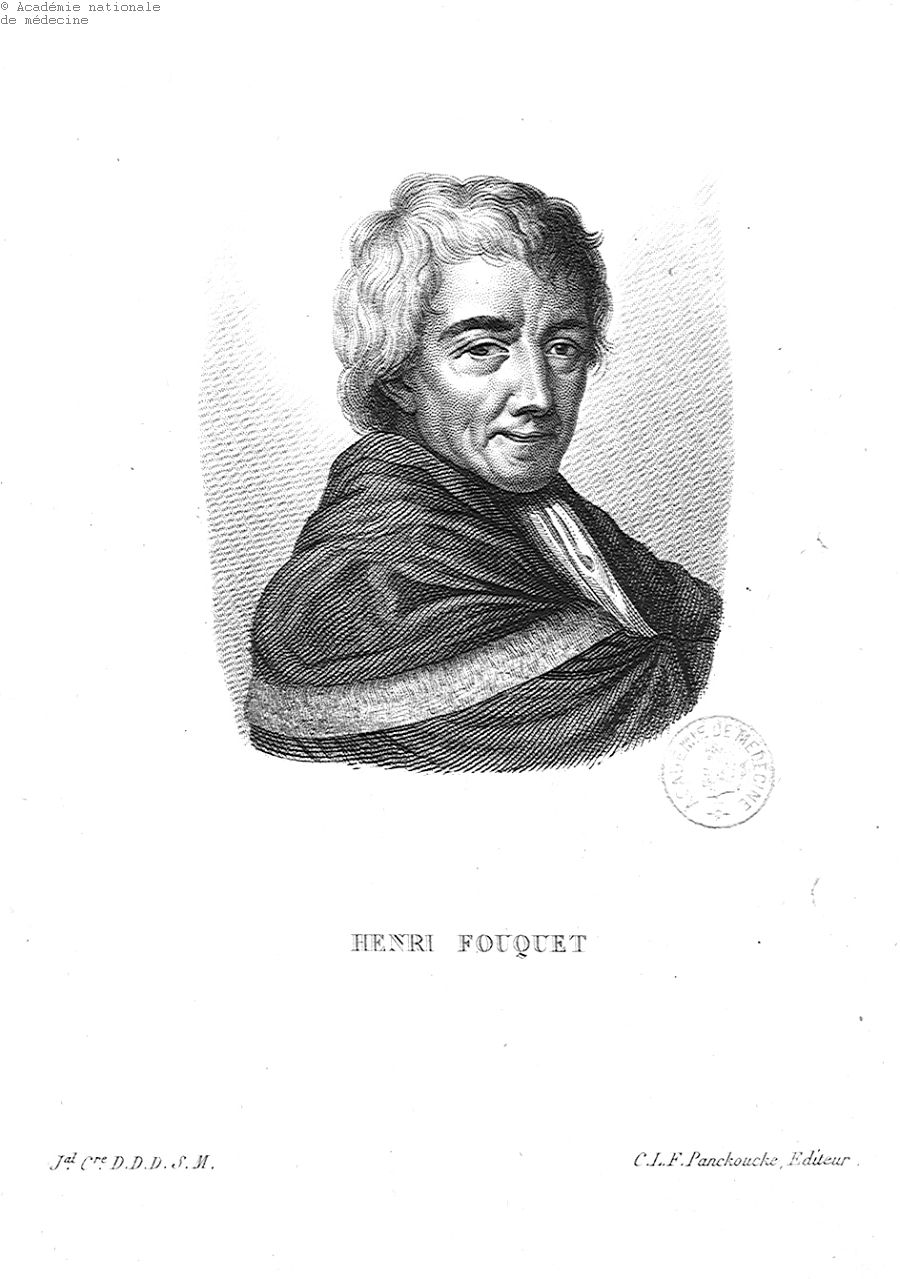
Henri Fouquet

Henri Fouquet (* 31. Juli 1727  in Montpellier; † 10. Oktober 1806) war ein französischer Arzt, Hochschullehrer, Offizier und Enzyklopädist.

## Leben und Wirken
Nach seinem Studium der Medizin ging er zum Militär. Als Sanitätsoffizier war er für die Armee der Pyrenäen zuständig (inspecteur de l’armée des Pyrénées-Orientales). Von 1794 bis 1803 hielt er den ersten Lehrstuhl für Innere Medizin in Montpellier inne (→ Schule von Montpellier, École de médecine de Montpellier).
Er arbeitete als Enzyklopädist an der Encyclopédie von Denis Diderot und Jean-Baptiste le Rond d’Alembert mit.
1800 ging er nach Andalusien, hier beschäftigte er sich mit der Untersuchung der Herzaktivität. Er analysierte den Herzrhythmus und fertigte grafische Darstellungen seiner Ergebnisse an. Seit 1804 war er korrespondierendes Mitglied der Académie des sciences.

## Werke (Auswahl)
- Discours sur la Clinique chez G. Izar et A. Ricard, Imprimeurs de l’École de Médecine, Montpellier
- Essai sur le Pouls: par rapport aux affections des principaux organes. chez la Veuve de Jean Martel, (1767)